# Kladenți, Dobrici
Kladenți (în bulgară Кладенци ) este un sat în Obștina Tervel, Regiunea Dobrici, Dobrogea de Sud, Bulgaria.
Între anii 1913-1940 a făcut parte din plasa Curtbunar a județului Durostor, România.

## Demografie
Componența etnică a satului Kladenți
     Bulgari (98,5%)
     Nicio identificare (1,49%)
     Altele (0%)
La recensământul din 2011, populația satului Kladenți era de 134 locuitori. Din punct de vedere etnic, majoritatea locuitorilor (98,5%) erau bulgari. Pentru 1,49% din locuitori nu este cunoscută apartenența etnică.